# Schistostege exalbata
Schistostege exalbata là một loài bướm đêm trong họ Geometridae.